# Book of Ryan
Albums de Royce da 5'9"
PRhyme 2
(2018) The Allegory
(2020)
Singles
1. Boblo Boat
Sortie : 23 mars 2018
2. Stay Woke
Sortie : 13 avril 2018
3. Dumb
Sortie : 18 avril 2018
4. Caterpillar
Sortie : 3 mai 2018

Book of Ryan est le septième album studio de Royce da 5'9", sorti en 2018.

## Liste des titres
| No  | Titre | Contient un (des) sample(s) de                                                                                | Durée |
| --- | --- | --- | ----- |
| 1.  | Intro (Produit par AntMan Wonder)                                                                                | | 1:29  |
| 2.  | Woke (Produit par Key Wane)                                                                                      | | 1:32  |
| 3.  | My Parallel (Skit) (Produit par Mr. Porter)                                                                      | | 1:09  |
| 4.  | Caterpillar (featuring King Green et Eminem – Produit par S1 et Epikh Pro)                                       | Ring the Alarm de Tenor Saw The Revolution Will Not Be Televised de Gil Scott-Heron                           | 4:43  |
| 5.  | God Speed (featuring Ashley Sorrell – Produit par Mr. Porter)                                                    | | 3:10  |
| 6.  | Dumb (featuring Boogie – Produit par S1 et Epikh Pro)                                                            | | 3:07  |
| 7.  | Who Are You (Skit) (Produit par Mr. Porter)                                                                      | | 2:36  |
| 8.  | Cocaine (Produit par DJ Khalil)                                                                                  | | 3:33  |
| 9.  | Life Is Fair (Produit par Fuse et DJ Khalil)                                                                     | | 2:47  |
| 10. | Boblo Boat (featuring J. Cole – Produit par 808-Ray et Cool & Dre)                                               | A Day in the Park de Michał Urbaniak featuring Urszula Dudziak Intro (Extrait du documentaire Boblo Memories) | 4:42  |
| 11. | Legendary (Produit par Mr. Porter)                                                                               | | 3:26  |
| 12. | Summer on Lock (featuring Pusha T, Jadakiss, Fabolous et Agent Sasco – Produit par StreetRunner et Tarik Azzouz) | | 3:44  |
| 13. | Amazing (featuring Melanie Rutherford – Produit par S1 et Epikh Pro)                                             | | 3:44  |
| 14. | Outside (featuring Marsha Ambrosius et Robert Glasper – Produit par Mr. Porter)                                  | | 3:19  |
| 15. | Power (Produit par Boi-1da)                                                                                      | Eazy-Duz-It d'Eazy-E                                                                                          | 6:42  |
| 16. | Protecting Ryan (Skit) (Produit par Mr. Porter)                                                                  | | 3:19  |
| 17. | Strong Friend (Produit par Mr. Porter)                                                                           | | 2:38  |
| 18. | Anything/Everything (Produit par Mr. Porter)                                                                     | | 2:10  |
| 19. | Stay Woke (featuring Ashley Sorrell – Produit par Illmind et Frank Dukes)                                        | | 3:15  |
| 20. | First of the Month (featuring T-Pain et Chavis Chandler – Produit par Key Wane)                                  | | 4:21  |

| 21. | Caterpillar (Remix) (featuring Logic et King Green – Produit par S1 et Epikh Pro) | 5:11 |